# Station Bierset-Awans
Station Bierset-Awans is een spoorwegstation langs spoorlijn 36 (Brussel - Luik) in Bierset, een deelgemeente van de gemeente Grâce-Hollogne. Het is nu een stopplaats.
Vroeger heette dit station Bierset, maar het wordt nu Bierset-Awans genoemd naar het nabijgelegen Awans.

## Treindienst
| Serie       | Treinsoort          | Route                                                                 | Bijzonderheden                                 |
| ----------- | ------------------- | --------------------------------------------------------------------- | ---------------------------------------------- |
| S 44        | S-trein Luik (NMBS) | Landen – Borgworm – Momalle – Bierset-Awans – Luik-Guillemins – Wezet | Rijdt in het weekend Landen - Luik-Guillemins. |
| P 7375      | Piekuurtrein (NMBS) | Landen – Bierset-Awans – Luik-Guillemins                              | Rijdt alleen op werkdagen.                     |
| P 7490/8490 | Piekuurtrein (NMBS) | Borgworm – Bierset-Awans – Luik-Guillemins                            | Rijdt alleen op werkdagen.                     |

## Reizigerstellingen
De grafiek en tabel geven het gemiddeld aantal instappende reizigers weer op een week-, zater- en zondag.
| Tabel: aantal instappende reizigers station Bierset-Awans | Tabel: aantal instappende reizigers station Bierset-Awans | Tabel: aantal instappende reizigers station Bierset-Awans | Tabel: aantal instappende reizigers station Bierset-Awans |
|                                                           | Weekdag                                                   | Zaterdag                                                  | Zondag                                                    |
| --------------------------------------------------------- | --------------------------------------------------------- | --------------------------------------------------------- | --------------------------------------------------------- |
| 1977                                                      | 314                                                       | 53                                                        | 25                                                        |
| 1978                                                      | 373                                                       | 66                                                        | 42                                                        |
| 1979                                                      | 333                                                       | 38                                                        | 26                                                        |
| 1980                                                      | 380                                                       | 49                                                        | 34                                                        |
| 1981                                                      | 299                                                       | 42                                                        | 32                                                        |
| 1982                                                      | 355                                                       | 67                                                        | 62                                                        |
| 1983                                                      | 353                                                       | 54                                                        | 32                                                        |
| 1984                                                      | 198                                                       | 26                                                        | 21                                                        |
| 1985                                                      | 232                                                       | 25                                                        | 20                                                        |
| 1986                                                      | 255                                                       | 34                                                        | 21                                                        |
| 1987                                                      | 241                                                       | 34                                                        | 24                                                        |
| 1988                                                      | 208                                                       | 40                                                        | 34                                                        |
| 1989                                                      | 186                                                       | 29                                                        | 20                                                        |
| 1990                                                      | 162                                                       | 23                                                        | 27                                                        |
| 1991                                                      | 182                                                       | 15                                                        | 23                                                        |
| 1992                                                      | 177                                                       | 28                                                        | 23                                                        |
| 1993                                                      | 133                                                       | 12                                                        | 11                                                        |
| 1994                                                      | 137                                                       | 28                                                        | 2                                                         |
| 1995                                                      | 91                                                        | 6                                                         | 3                                                         |
| 1996                                                      | 111                                                       | 8                                                         | 9                                                         |
| 1997                                                      | 102                                                       | 12                                                        | 5                                                         |
| 1998                                                      | 96                                                        | 12                                                        | 6                                                         |
| 1999                                                      | 83                                                        | 10                                                        | 4                                                         |
| 2000                                                      | 132                                                       | 30                                                        | 11                                                        |
| 2001                                                      | 102                                                       | 3                                                         | 4                                                         |
| 2002                                                      | 114                                                       | 18                                                        | 8                                                         |
| 2003                                                      | 128                                                       | 10                                                        | 6                                                         |
| 2004                                                      | 129                                                       | 10                                                        | 16                                                        |
| 2005                                                      | 151                                                       | 16                                                        | 14                                                        |
| 2006                                                      | 150                                                       | 16                                                        | 12                                                        |
| 2007                                                      | 132                                                       | 8                                                         | 8                                                         |
| 2008                                                      | -                                                         | -                                                         | -                                                         |
| 2009                                                      | 106                                                       | 5                                                         | 8                                                         |
| 2010                                                      | -                                                         | -                                                         | -                                                         |
| 2011                                                      | -                                                         | -                                                         | -                                                         |
| 2012                                                      | 131                                                       | 19                                                        | 13                                                        |
| 2013                                                      | 119                                                       | 16                                                        | 9                                                         |
| 2014                                                      | 110                                                       | 16                                                        | 16                                                        |
| 2015                                                      | 140                                                       | 40                                                        | 29                                                        |
| 2016                                                      | 101                                                       | 31                                                        | 25                                                        |
| 2017                                                      | 101                                                       | 34                                                        | 32                                                        |
| 2018                                                      | 106                                                       | 27                                                        | 22                                                        |
| 2019                                                      | 121                                                       | 34                                                        | 27                                                        |
| 2020                                                      | 103                                                       | 25                                                        | 29                                                        |
| 2021                                                      | -                                                         | -                                                         | -                                                         |
| 2022                                                      | 147                                                       | 57                                                        | 63                                                        |
| 2023                                                      | 151                                                       | 64                                                        | 61                                                        |
| 2024                                                      | 159                                                       | 50                                                        | 53                                                        |

0,0: Brussel-Noord ·
2,4: Schaarbeek ·
5,5: Haren-Zuid ·
7,0: Diegem ·
9,4: Zaventem ·
12,0: Nossegem ·
14,7: Kortenberg ·
16,1: Zavelstraat ·
17,8: Erps-Kwerps ·
19,2: Beisem ·
21,1: Veltem ·
24:0: Herent ·
28,8: Leuven ·
34,1: Korbeek-Lo ·
36,1: Lovenjoel ·
40,0: Vertrijk ·
42,0: Roosbeek ·
44,3: Kumtich ·
47,4: Tienen ·
53,8: Ezemaal ·
57,0: Neerwinden ·
60,7: Landen ·
64,0: Gingelom ·
69,0: Jeuk-Rosoux ·
71,5: Corswarem ·
74,5: Waremme ·
77,2: Bleret ·
79,8: Remicourt ·
83,2: Momalle ·
85,4: Fexhe-le-Haut-Clocher ·
87,8: Voroux-Goreux ·
89,9: Bierset-Awans ·
93,4: Ans ·
94,7: Montegnée ·
97,0: Liège-Haut-Pré ·
99,9: Luik-Guillemins